# Грязовец
Грязовец (на руски: Грязовец) е град в Русия, административен център на Грязовецки район, Вологодска област. Населението на града към 1 януари 2018 година е 14 800 души.